# ویکتور فون ریشتر
ویکتور فون ریشتر (آلمانی: Victor von Richter؛ ۱۵ آوریل ۱۸۴۱ – ۸ اکتبر ۱۸۹۱) یک شیمیدان اهل آلمان بود. عمده شهرت وی به دلیل کار بر روی واکنش فون ریشتر است.